# 高松市牟礼総合体育館
高松市牟礼総合体育館（たかまつしむれそうごうたいいくかん）は、香川県高松市にある体育館。

## 概要
旧木田郡牟礼町が東四国国体（1993年（平成5年）開催）のフェンシング競技会場に決定したことを受け、建設が決定。1990年（平成2年）10月1日に着工し、総工費7億9,825万円をかけて1991年（平成3年）9月30日に牟礼町総合体育館として開館。2006年（平成18年）1月10日に牟礼町が高松市と合併すると高松市に引き継がれ、高松市牟礼総合体育館と改称した。
また、2006年からはプロバスケットボールチーム・高松ファイブアローズの練習場としても利用されていて、練習公開日には見学も可能。

## 施設概要
- メインアリーナ - バレーボール3面、バスケットボール2面、バドミントン8面
- サブアリーナ
- 会議室 -　定員30名
- トレーニング室
- 駐車場 -　100台
- シャワールーム

開館時間
- 8:30-22:00

休館日
- 12月28日から1月4日、毎週月曜日（例外あり）

## アクセス
- 最寄鉄道駅　ことでん大町駅下車徒歩約15分。

## 近隣施設
- 香川県立高松北中学校・高等学校
- 高松市立牟礼中学校
- 国土交通省四国地方整備局四国技術事務所